# دی‌اچ‌سی
دی‌اچ‌سی (انگلیسی: DHC) شرکت لوازم آرایشی ژاپنی است، که در سال ۱۹۷۲ تأسیس شد.